# 皮膚呼吸
皮肤呼吸是一种呼吸的形式，或稱作皮肤气体交换，這種氣體交換並不在鳃或肺進行，而是发生在生物的皮膚或外珠被。皮肤呼吸可以是唯一的气体交换方式，也可以伴随換氣等其他形式 。皮肤呼吸发生在多种生物中，包括昆虫、两栖动物、鱼类、海蛇、海龟 ，對於哺乳动物則影響較小。 

## 身体限制
皮肤呼吸中的气体交换受三个因素控制： 
- 呼吸率 ：呼吸介质（水或空气）输送到呼吸表面的速率
- 扩散 ：气体透過皮肤來传播
- 对流 ：将溶解的气体带入或移出肺部

## 分类多样性

### 鱼
皮肤呼吸作用发生在各种海洋、潮间带和淡水的鱼類中。对于水生呼吸而言，鱼的主要呼吸作用是经由腮。取决于物种和温度，皮肤呼吸占总呼吸的比例可佔5％到40％。 皮肤呼吸在呼吸空气的物种中（例如背眼虾虎鱼和蘆鰻）更为重要，此类物种占总呼吸的比例可達近50％。 

### 两栖动物

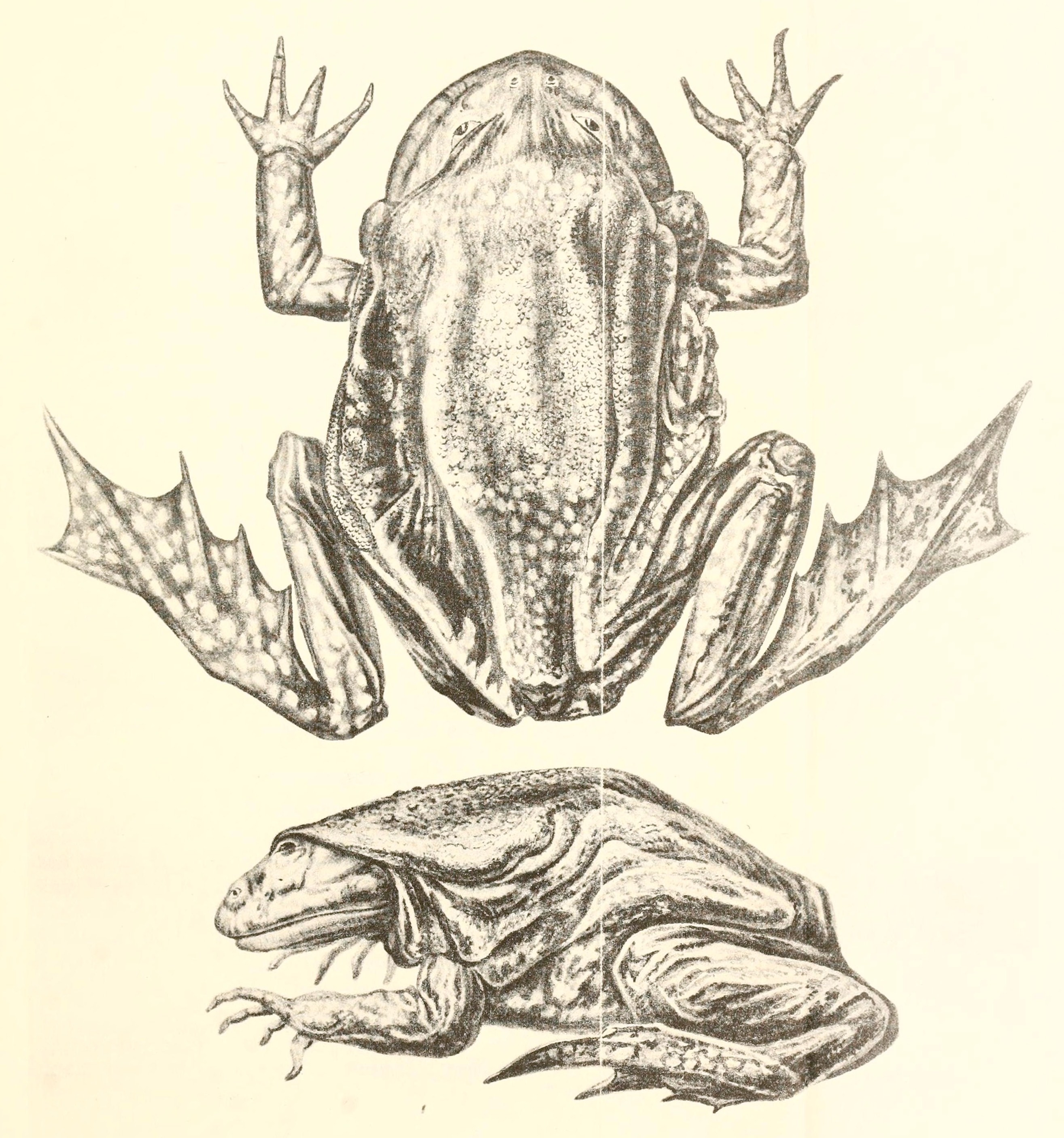
的的喀喀湖蛙突出的皮肤褶皱增加了皮肤呼吸的表面积。

在所有可以測量的物種中，两栖动物是以皮膚作為主要的呼吸部位。  皮肤呼吸是无肺螈科的唯一呼吸方式，无肺螈科完全没有肺，卻是蠑螈中最大的一科。 在低温下，青蛙和其他两栖动物的皮肤呼吸也可能是主要的呼吸模式。 
一些利用皮肤呼吸的两栖动物具有广泛的皮肤褶皱以增加呼吸速率。 例子包括美洲大鲵和的的喀喀湖蛙 。  美洲大鲵的皮肤呼吸占氧气摄入量和二氧化碳排泄量的90％以上。 

### 爬蟲類
被鳞片覆盖很大程度上阻止了爬虫类的皮肤呼吸，但是鳞片與鱗片之間，或少量鳞片的区域可能會发生气体交换。 一些海龟在水下冬眠時會依靠泄殖腔周围的皮肤呼吸。 
某些海蛇的皮肤呼吸最多可占总氧气摄入量的30％，这在潜水时十分重要，在潜水过程中，血液会从肺中分流出去，并流向皮肤的微血管，在某些情况下会导致皮肤變成粉紅色。 

### 哺乳动物
哺乳动物是內溫動物（“温血動物”），其代谢需要量高于外温脊椎动物（“冷血动物”），且皮肤比其他脊椎动物更厚，更不透水，这使得皮肤无法成为主要的气体交换来源。 然而，仍可能会发生少量的皮肤呼吸，對蝙蝠而言，高度血管化的翅膀可能占二氧化碳排泄量的12％。 至於人类和大多数其他哺乳动物，其皮肤呼吸仅占1-2％。  